# Metsdzor
Metsdzor är ett vattendrag i Armenien. Det ligger i den nordvästra delen av landet, 90 kilometer norr om huvudstaden Jerevan.
Trakten runt Metsdzor består till största delen av jordbruksmark. Runt Metsdzor är det ganska tätbefolkat, med 96 invånare per kvadratkilometer.